# Мадера Масандра
Мадера Масандра — марочне біле кріплене вино. Єдиний виробник — Виноробний комбінат «Масандра» в Автономній Республіці Крим, Україна.

## Історія
Вино виробляється з 1892 року. Його виготовляють із винограду сортів Альбільо, Верделлю та Серсіаль, які ростуть переважно на шиферних ґрунтах. Використовують виноград, вміст цукру в якому досягає 20 %.
Особливістю технології виготовлення є використання процесу мадеризації, який у даному випадку полягає у витримці вина протягом 5 років у дубових бутах на спеціальному мадерному майданчику під відкритим сонцем. Завдяки цій особливості кримську Мадеру називають «двічі народженою сонцем». У процесі виготовлення вино втрачає 40 % свого об'єму.
Характеристики вина: спирт — 19,5 %, цукру — 3 г/100 куб. см, титрованих кислот — 4-6 г/куб. дм. Колір — золотий. Букет з відтінками гартового горіха. Термін витримки 5 років.

## Нагороди
На міжнародних конкурсах вино удостоєно 10 золотих та 5 срібних медалей. Серед них нагороди на конкурсах «Брюссель» (1958), «Угорщина» (1958 та 1960), «Крим-вино 95», Виставці досягнень народного господарства господарства СРСР (срібна медаль) та ін. .